# Internationale Grundschule Pierre Trudeau
Die Internationale Grundschule Pierre Trudeau ist eine deutsch-französische bilinguale Schule in freier Trägerschaft. Ihr Standort ist Barleben bei Magdeburg.

## Strukturen
An der Schule sind 20 Lehrer und drei Pädagogen beschäftigt. Sie unterrichten insgesamt 12 Klassen mit jeweils 20 bis 24 Schülern.
Sieben Lehrkräfte kommen aus dem Ausland und unterrichten als Muttersprachler.
Die Partnersprache der Schule ist Französisch, daneben wird Englisch als zweite Fremdsprache unterrichtet.
Der Einrichtung ist ein Hort mit ebenfalls internationaler Ausrichtung angegliedert.

## Geschichte
Die Schule wurde im Jahr 2000 vom Verein Ecole e. V., einer Elterninitiative, gegründet.
Früher hieß sie Internationale Grundschule Magdeburg. 2003 wurde der Grundschule ihr endgültiger Name gegeben.
Sie trägt den Namen des kanadischen Ministerpräsidenten Pierre Trudeau.
Dieser machte sich unter anderem durch seinen Einsatz zu Gunsten bilingualer Schulen in Kanada verdient.
Der 2006 erfolgte Umzug von Magdeburg nach Barleben war nach der Namensgebung ein weiteres großes Ereignis.

## Interkulturelle und bilinguale Bildung, SINUS-Projekt
In der Grundschule werden Französisch (ab 1. Jahrgangsstufe) und Englisch (ab 3. Jahrgangsstufe) gelehrt. Mathematik und Sachkunde werden in jeweils zwei Wochenstunden bilingual-französisch unterrichtet (Zweisprachiger Unterricht).
Die Interkulturalität wird vor allem dadurch gewährleistet, dass etwa der Französischunterricht ausschließlich durch Muttersprachler durchgeführt wird.
Die Grundschüler erhalten somit abhängig vom Schuljahrgang zwischen fünf und zwölf Wochenstunden ihres Unterrichts auf Französisch erteilt.
Unterstützt wird diese intensive Ausbildung durch eine jährliche Auslandsreise ab der 3. Klasse (eine Woche). Hierbei wird ein Aufenthalt in Gastfamilien angestrebt.
Jedes Jahr werden eine deutsch-französische Projektwoche und ein internationales Kinder- und Jugendfest durchgeführt.
Die große Mehrheit der Absolventen der Grundschule führen ihre international orientierte Ausbildung in Barleben bis zum Abitur fort (Internationales Gymnasium Pierre Trudeau).
Im Rahmen des Projekts SINUS-Transfer Grundschule, das der Steigerung der Effizienz des mathematisch-naturwissenschaftlichen Unterrichts dient, erfolgt eine intensive Zusammenarbeit zwischen der Grundschule und dem Internationalen Gymnasium Pierre Trudeau.

## Architektur und Gebäude
Das hochmoderne, aber auch teilweise altbeständige Schulgebäude wurde im Baustil eines Vierseitbauernhofes mit Herrenhaus entworfen. Die beiden Architekten Kirchner und Przyborowski entwarfen damit ein neues Schulgebäude in einer traditionalistischen Umgebung. Am 31. August 2006 wurde der Schulneubau bezogen.